# ISO 3166-2:AO
ISO 3166-2:AO és el subconjunt per a Angola de l'estàndard ISO 3166-2, publicat per l'Organització Internacional per Estandardització (ISO) que defineix els codis de les principals subdivisions administratives.
Actualment per a Angola, l'estàndard ISO 3166-2, està format per 18 províncies.
Cada codi es compon de dues parts, separades per un guió. La primera part és AO, el codi ISO 3166-1 alfa-2 per a Angola. La segona part són tres lletres.

## Codis actuals
Els noms de les subdivisions estan llistades segons l'ISO 3166-2 publicat per la "ISO 3166 Maintenance Agency" (ISO 3166/MA).
| Codi   | Nom de subdivisió (pt) |
| ------ | ---------------------- |
| AO-BGO | Bengo                  |
| AO-BGU | Benguela               |
| AO-BIE | Bié                    |
| AO-CAB | Cabinda                |
| AO-CNN | Cunene                 |
| AO-HUA | Huambo                 |
| AO-HUI | Huíla                  |
| AO-CCU | Kuando Kubango         |
| AO-CNO | Kwanza Norte           |
| AO-CUS | Kwanza Sul             |
| AO-LUA | Luanda                 |
| AO-LNO | Lunda Norte            |
| AO-LSU | Lunda Sul              |
| AO-MAL | Malange                |
| AO-MOX | Moxico                 |
| AO-NAM | Namibe                 |
| AO-UIG | Uíge                   |
| AO-ZAI | Zaire                  |